# Gustav Ludolf Martens
Gustav Ludolf Martens (20. oktober 1818 i Wismar – 7. januar 1882 i Kiel) var en tysk arkitekt. 
I 1857 gæstede han Århus. Han var arkitekt på opførelsen af en ny avlsgård til herregården Wilhelmsborg. Avlsbygningerne, der var udformet i en markant, nygotisk arkitektur, vakte stor opsigt i datiden. Det gjorde sig også gældende for huset på hjørnet Sønder Allé og Fredensgade, her opførtes et hus i nygotisk stil for herredsfoged F.C. Willemoes. Da huset stod færdig i 1858, vakte stor opmærksomhed. Flere steder i Århusområdet ses eksempler på påvirkning fra Martens’ formsprog.